# کاروانسرای باقرآباد
کاروانسرای باقرآباد مربوط به دوره قاجار است و در شهرستان قم، بخش مرکزی، کیلومتر ۳۰ جاده تهران واقع شده است. این اثر در تاریخ ۱۹ اسفند ۱۳۸۰ با شمارهٔ ثبت ۴۸۶۲ به عنوان یکی از آثار ملی ایران به ثبت رسیده است.